# SN 2007oo
SN 2007oo – supernowa typu Ia odkryta 6 listopada 2007 roku w galaktyce UGC 12558. W momencie odkrycia miała maksymalną jasność 18,90m.